# Reforma (construção)

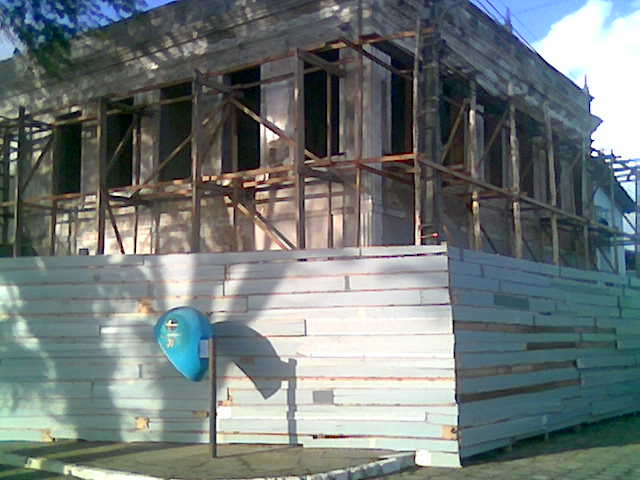
Antigo local da prefeitura da cidade de Alcobaça (na Bahia), passando por processo de reforma.

Reforma é o nome que se dá a uma mudança de forma (esta entendida no sentido amplo), uma modificação na forma, na natureza ou no tamanho de algo, a fim de aprimorá-lo.
Tambem pode ser realizado através de pequenos reparos, ou seja, aquilo que não estava agradável aos olhos do dono, e ou que ja tenha se passado muito tempo de sua construção inicial.
Na arquitetura, reforma é uma reconstrução de um edifício que, ou está em condições ruins, necessitando-se de reparos, ou recebeu novo projeto, com vistas à modificação (muitas vezes utilizando-se de redes de proteção envolvendo o edifício).